# René Berthelot
René Berthelot, známý jako Du Parc, či jako Gros-René (24. ledna 1615 v Nantes – 28. října 1664 v Paříži) byl francouzský herec. Byl členem Molièrovy divadelní společnosti.

## Životopis
V říjnu 1647 již patřil k souboru vévody z Épernonu, kde byl režisérem Charles Dufresne, který tehdy hrál v Carcassonne. Z této skupiny se později vytvořila Béjartova a nakonec Molièrova skupina.
Byl velmi tlustý muž, kterým zůstal po celý život. Specializoval se na role komorníků ve fraškách a komediích.
Du Parc následoval soubor do Montpellieru, Pézenas a Lyonu, kde se 23. února 1653 oženil s Marquise-Thérèse de Gorla, která sama působila jako herečka v souboru. Soubor pokračoval ve své cestě venkovem a prošel Rouenem, kde svou kvalitou zapůsobil na bratry Pierra a Thomase Corneillovi. Když soubor dorazil do Paříže, Corneillovi využili veškerého svého vlivu, aby dostali manželský pár Du Parc do Théâtre du Marais. Nakonec se jim to podařilo a o Velikonocích 1659 Du Parc a jeho žena opustili po 11 letech Molièra a přešli do Théâtre du Marais. Tato zkušenost však byla pro oba zklamáním a o rok později se znovu připojili k Molièrovu souboru.
Molière, který psal hru Sganarelle aneb Domnělý paroháč, pro Du Parca určil roli Gros-Reného a roli Célie svěřil jeho ženě. O několik měsíců později, když byla Du Parcova role prince ve hře Don Garcia Navarrský aneb Žárlivý princ neuspokojivá, Molière mu znovu svěřil roli komorníka ve hře Škola pro muže.
Jeho nadváha pravděpodobně přispěla k jeho smrti ve věku 49 let. Předpokládá se, že byl pravděpodobně diabetik .